# Kolta
Kolta je obec na Slovensku v okrese Nové Zámky. Leží asi 20 km východním směrem od Nových Zámků. Průměrná nadmořská výška je 175 m a rozloha 25,85 km². V obci žije 1300 obyvatel.

## Poloha
Obec se nachází v mírném údolí řeky Paríž, v Bešianské pahorkatině, geomorfologické části Podunajské pahorkatiny. Leží ve východní části okresu, 22 km východně od Nových Zámků, 35 km jihozápadně od Levic a 42 km severozápadně od Štúrova. Koltou prochází silnice I/75 (Nové Zámky – Velký Krtíš), kterou zde křižuje silnice II/589 do Pribety.

## Název
Předpokládá se, že název obce je odvozen od keltského jména, ačkoli není dosud jazykově ani historicky doložen. Název Keltha/Kelta byl odvozen od osadníků tehdejší usedlosti v lokalitě dnešní Staré Dědiny. V této lokalitě byla vykopána keltská mohyla – Gulbis Hill.

## Historie
První písemná zmínka o obci pochází z roku 1337.

## Památky
- Římskokatolický kostel Neposkvrněného početí Panny Marie, jednolodní pozdně barokní stavba s polygonálním zakončením presbytáře a věží z 18. století. Stojí na místě starší budovy, z níž se dochovala sakristie ze 17. století. V letech 1835, 1902 a 1945 prošel úpravami. V kostele se nachází oltář s obrazem malíře Steina z roku 1902 a pískovcová křtitelnice zdobená erbem z roku 1835.[3] Fasády kostela člení lizény a segmentová okna s šambránami. Věž má nárožní zaoblení a je členěna kordonovými římsami a lizénovými rámci, zakončenými korunní římsou s hodinovým terčem a přilbou.

- Mésárošův zámeček, trojtraktová dvoupodlažní novogotická budova z konce 19. století. Zámek nechal postavit statkář Karol Mésároš. Po druhé světové válce zde sídlila škola, dnes je budova opuštěná a chátrá.[4] Průčelí zámku je členěno nárožními osmibokými věžemi zakončenými novogotickým cimbuřím, fasádu zdobí okna se suprafenestrami v podobě oslího hřbetu a tři trojúhelníkové štíty. V ose středního rizalitu se nachází portál s balkonem.

- Kürthyho kúrie, jednopatrová dvoutraktová původně renesanční stavba na půdorysu písmene L z 2. poloviny 17. století. V 18. století, v roce 1872 a na počátku 20. století prošel úpravami, které mu daly dnešní historizující podobu se secesními prvky.[5] Budově dominuje půlkruhově zakončený průjezd zdobený archivoltou s dvojicí dekorativních luceren. Fasády domu jsou členěny lizénami a má mansardovou střechu.

- Kaple svatého Urbana pochází z roku 1846.

- Kostel Narození Panny Marie
- Kulturní dům

## Významní rodáci
- Prof. Ing. Andrej Fábry, DrSc. (1919–2010) – odborník v pěstování olejnin, profesor ČZU v Praze
- Karol Adler, aktivní účastník protinacistického odboje.